# Upsall (Redcar and Cleveland)
Upsall var en civil parish från 1866 till 1974 då den blev en del av Guisborough, i grevskapet North Riding of Yorkshire (nu North Yorkshire), i England. Civil parish var belägen 10 km från Redcar och hade 38 invånare år 1951. Byn nämndes i Domedagsboken (Domesday Book) år 1086, och kallades då Upesale/Upeshale.